# Новоселка (Ильинский район)
 Новоселка — деревня в Ильинском районе Ивановской области. Входит в состав Аньковского сельского поселения.

## География
Находится в западной части Ивановской области на расстоянии приблизительно 11 км на восток-юго-восток по прямой от районного центра села Ильинское-Хованское.

## История
В 1859 году здесь (тогда деревня Негодяево в составе Юрьевского уезда Владимирской губернии) было учтено 39 дворов.

## Население
Постоянное население составляло 220 человек (1859 год), 205 в 2002 году (русские 95 %), 208 в 2010.